# 朱瑪·卡西莫夫
朱瑪·卡西莫夫（1968或1969年—2001年11月），又名朱瑪汗·納曼干尼（Juma Namangani），本名朱馬博伊·艾哈邁德扎洛維奇·霍賈耶夫。他是烏茲別克族武裝分子與烏茲別克斯坦伊斯蘭運動創立人。他得到塔利班的庇護，使他在阿富汗北部可自由活動。
由於曾作為精銳傘兵參與阿富汗戰爭，他在1987年被徵召入蘇聯軍隊，在烏茲別克獨立後創建烏茲別克斯坦伊斯蘭運動。
一般相信他在美軍2001年11月9-10日進攻馬扎里沙里夫的戰事被殺。